# Estádio Amado Fontoura
Estádio Amado Fountoura é um estádio de futebol de Baixa Grande (Bahia) que atende à seleção de Baixa Grande e possui capacidade para 3.000 espectadores.